# Vogue Italia
Vogue Italia — італійське видання журналу Vogue. Виходить щомісяця у видавництві Condé Nast International. Його називають найкращим модним журналом у світі, який перевершив навіть материнське видання.

## Назва
Vogue Italia виходив у світ під назвою Novità («Новини») у жовтні 1964 року до листопада 1965 року, коли назву було змінено на Vogue & Novit ; у травні 1966 року назву було змінено на Vogue Italia.

## Історія
У 1961 році Condé Nast зв'язався з власником журналу Novità, щоб інвестувати в новий модний журнал. З жовтня 1964 року по листопад 1965 року журнал виходив як Novità.
У 1965 році, після 73 років з дня народження Vogue, Vogue Italia був випущений під назвою Vogue & Novità, ставши першим номером за листопад 1965 року. Редактором журналу до 1966 року була Консуело Креспі.
У 1966 році головним редактором призначений Франко Сарторі і під його керівництвом журнал змінив назву з Vogue & Novità на Vogue Italia, ставши першим номером за травень 1966 року під новою назвою. Сарторі перебував на посаді 22 роки до 1988 року.
У 1988 році головною редакторкою видання стала Франка Соццані. До керівництва у Vogue Italia Соццані працювала редакторкою Vogue Bambini, а також головною редакторкою Lei, а потім чоловічого видання Per Lui.
22 грудня 2016 року Франка Соццані померла у віці 66 років
20 січня 2017 року Джонатан Ньюхаус, генеральний директор Condé Nast International, офіційно оголосив, що Емануель Фарнеті стане новим головним редактором Vogue Italia і L'Uomo Vogue. До цього Фарнеті був директором восьми різних журналів . У липні 2017 року було оголошено, що Condé Nast Italia закриває L'Uomo Vogue, Vogue Accessory, Vogue Bambini і Vogue Sposa, щоб зосередитися на провідних брендах, таких як Vogue Italia, GQ та інших. Через рік Фарнеті відновив L'Uomo Vogue як видання, яке виходить раз на два роки. У липні 2021 року було оголошено, що Емануель покине журнал після вересневого номера того ж року.
На початку вересня 2021 року було підтверджено, що в журналі більше не буде головного редактора після відходу Фарнеті, а буде локально керуватись керівницею редакційного контенту Франческою Рагацці.